# Jaroslav Malina
Jaroslav Malina (Hořice v Podkrkonoší, 4 juli 1912 – Praag, 24 oktober 1988) was een Tsjechisch componist, muziekpedagoog, dirigent en pianist.

## Levensloop
Malina studeerde aan de obchodní akademii (academie voor bedrijfskunde), waar hij in 1931 afgestudeerd is. Van 1931 tot 1935 studeerde hij aan de Universiteit van Koophandel in Praag. In deze tijd werd hij eveneens opgeleid in de muziek door Ladislav Vachulka en Zdeněk Hůla. 
Hij behoorde in Praag tot een kring van muzikanten die een zelfstandige Praagse ontwikkeling van de jazz introduceerden. In 1937 werkte hij mee in een jazz- en dansorkest Smiling Boys, waarvoor hij verschillende arrangementen vaardigde. Verder was hij marketingmanager bij de platenmaatschappij "Ultraphon".
Later richtte hij een eigen dansorkest (Taneční orchestr Jaroslav Malina) op en verzorgde daarmee optredens in het Café Vltava. Hij werkte samen met zangeressen en zangers zoals Standa Procházka, Inka Zemánková, het Bajo trio, Arnošt Kavka en Lišáci tot 1947. Vanwege de politieke veranderingen in Tsjecho-Slowakije bestond het orkest na 1948 niet meer. In 1956 richtte hij opnieuw een orkest op en speelde weer in het Café Vltava. Hij begeleidde met dit orkest ook de bekende zanger Karel Gott bij optredens.
Hij focusseerde zich voortaan op het componeren van marsen, polka's, andere dansen, liederen en een operette. Verder was hij docent aan het Státní konservatori hudby v Praze in Praag.

## Composities

### Werken voor harmonieorkest
- Červená se malina (De rode framboos), polka
- Expres, foxtrot
- Inzerát
- Já a deštník
- Krásná neznámá
- Mám pro vás rudou růži
- Mama, já chci tanči
- Na Žofíně v neděli, polka
- Nevěrná Rosita, rumba
- Odchází láska veliká, tango (samen met: Ladislav Jacura)
- Okamžik!
- Stará vrba
- Staročeská muzika - Oud-Tsjechische polka
- Srdce mé odešlo za tebou (samen met: Vilda Dubský)
- Ticho, prosím!
- To Plzeňské pivo, wals
- Ty jsi tak hezká, foxtrot
- U rybníka stojí vrba, polka
- Vám serenádu zpívám
- Zahradníček, polka

### Muziektheater

#### Operette
- 1957 J.J. Casanova

### Filmmuziek
- 1941 Hotel Modrá hvězda